# Marián Čalfa
Marián Čalfa, né le 7 mai 1946 à Trebišov, est un avocat et homme politique tchèque. Ancien membre du parti communiste tchécoslovaque (KSČ), il fut notamment Président par intérim de la République socialiste tchécoslovaque en 1989 à la suite de la démission de Gustáv Husák puis chef du gouvernement de la République fédérale tchèque et slovaque durant la période de transition ouverte par la révolution de Velours.

## Biographie
Marián Čalfa est d'abord membre du Parti communiste tchécoslovaque (KSČ), où il fait une carrière qui le conduit à occuper en 1988 le poste de ministre chargé des affaires législatives. Devant la pression populaire, il est nommé président du gouvernement le 10 décembre 1989, succédant à Ladislav Adamec. Il assure également par intérim la fonction de président de la Tchécoslovaquie entre le 10 décembre (démission du président Gustáv Husák) et le 29 décembre suivant (élection de Václav Havel). Membre du parti slovaque Verejnosť proti násiliu (VPN), il est reconduit dans ses fonctions de Premier ministre après les premières élections démocratiques de juin 1990, poste qu'il occupe jusqu'en 1992.
En 1992, il échoue aux élections, en tant que candidat de l'ODS. Il ne revient plus sur la scène politique, malgré une tentative en 1995.
Marián Čalfa est le dernier Premier ministre communiste et est un des acteurs clés de la transition de la Tchécoslovaquie vers la démocratie. Il sut utiliser son habile talent de négociateur pour convaincre les dirigeants du KSČ de faire les concessions nécessaires, tout en sachant s'attirer la confiance de Václav Havel et du ministre des Finances Václav Klaus. Ces deux ténors de la vie politique tchèque, au-delà de ce qui les opposait, étaient réunis par une commune estime pour Marián Čalfa, qui devient le conseiller de Havel par la suite. Čalfa est aussi, selon certains, l'incarnation d'une révolution non achevée qui laissa les cadres les plus importants du régime communiste à leur poste.
Retiré de la vie politique, il dirige le cabinet d'avocats praguois Čalfa, Bartošík a Partneři.